# 20 Forthlin Road
20 Forthlin Road is een huis in Liverpool. Hier woonde de Beatles-zanger Paul McCartney gedurende zijn kindertijd van 1955 tot 1963. Het huis is in het bezit van de National Trust die het een Grade II-status heeft gegeven.

## Paul McCartney
Het is een rijtjeshuis in de woonwijk Allerton dat door de lokale autoriteiten werd gebouwd. McCartney kwam hier in 1955 met zijn ouders te wonen; zijn moeder overleed een jaar later aan borstkanker. Zelf bleef hij hier tot 1963 wonen; zijn vader vertrok twee jaar later naar een luxere woning in Wirral die hij hem had geschonken. Zijn broer Mike van The Scaffold groeide ook op in dit huis.

## Monument
Het huis werd in 1995 gekocht door de National Trust die het onder de naam the birthplace of The Beatles opnam in haar bestand. Anders dan Lennons huis aan 251 Menlove Avenue heeft McCartneys huis geen blauwe monumentplaquette aan de muur. Beide huizen hebben de monumentale Grade II-status.
Het huis is opengesteld voor publiek.